# Kleinothraupis
A Kleinothraupis a madarak osztályának verébalakúak (Passeriformes) rendjébe és a tangarafélék (Thraupidae) családjába tartozó nem. Korábban a Hemispingus nembe sorolják ezeket a fajokat is. Egyes szervezetek még nem fogadták el az átsorolást.

## Rendszerezésük
A nemet Kevin J. Burns, Philip Unitt és Nicholas A. Mason írták le 2016-ban, az alábbi fajok tartozik ide:
- Kleinothraupis reyi[1] vagy Hemispingus reyi[2]
- Kleinothraupis atropileus[1] vagy Hemispingus atropileus[2]
- Kleinothraupis auricularis[1] vagy Hemispingus auricularis[2]
- Kleinothraupis parodii[1] vagy Hemispingus parodii[2]
- Kleinothraupis calophrys[1] vagy Hemispingus calophrys[2]

## Előfordulásuk
Dél-Amerikában, az Andok területén honosak. Természetes élőhelyeik a szubtrópusi és trópusi hegyi esőerdők. Állandó, nem vonuló fajok.

## Megjelenésük
Testhosszuk 14-16 centiméter körüli.